# Балдуин I Иерусалимский
Балдуин I Иерусалимский (лат. Balduīnus, фр. Baudouin, прагерм. Balþawiniz, араб. بالدوين‎; 1060-е, Булонь — 2 апреля 1118, эль-Ариш, Фатимидский халифат) — второй властитель Иерусалима в 1100—1118 годах, первый граф Эдессы в 1098—1100 годах. Старший сын графа Булони Евстахия II, он в 1096 году получил от него титул графа Вердена и присоединился к армии своего брата Готфрида, став одним из командующих Первого крестового похода.

## Происхождение
Балдуин родился в начале 1060-х годов в семье графа Булони Эсташа II и его супруги Иды. Он был младшим из трёх мальчиков, родившихся в семье. И мать, и отец Балдуина принадлежали к видным аристократическим семьям Северной Европы. По линии отца Балдуин принадлежал к булоньской ветви Фландрского дома, будучи потомком младшего сына графа Фландрии Балдуина II Адалульфа, который получил от отца Булонь и Тернуа. Бабушка Адалульфа по материнской линии была дочерью Карла II Лысого, и через неё Балдуин был потомком Карла Великого и династии Каролингов. В дальнейшем граф Булони Эсташ I вступил в династический брак с дочерью Ламберта I, который также был потомком Каролингов через боковую ветвь рода. Отец Балдуина сражался в ходе Нормандского завоевания Англии на стороне герцога Нормандии Вильгельма, в том числе принимал участие в битве при Гастингсе. После покорения Англии, он в дополнение к своим французским владениям получил и земли на островах, благодаря чему стал одним из наиболее влиятельных землевладельцев и главным арендатором Англии того времени. Эсташ умер в 1087 году, оставив владения сыну того же имени, названному в честь отца, который в будущем стал одним из англонормандцев. Он вступил в брак с Марией, дочерью короля Шотландии Малькольма III и принцессы Венгрии Маргариты. Этот брак оказал значительное влияние на увеличение престижа династии, а также оказал финансовое воздействие на Первый крестовый поход, в котором участвовали братья Булоньские.
Мать Балдуина, вышедшая замуж после 1049 года, была дочерью герцога Верхней и Нижней Лотарингии Готфрида II и сестрой его наследника Готфрида III. Последний сам был бездетен, и после его смерти второй сын Эсташа и Иды, также Готфрид, названный в честь предков по материнской линии, стал властителем земель дяди. Эти земли (а точнее, графство Верден) первый представитель династии его матери с именем Готфрид получил от императора Священной Римской империи Оттона I между 944 и 951 годами. Ида была женщиной благочестивой, участвовала в переписке с некоторыми лицами церкви и занималась благотворительностью, а также была умна и образованна и оказывала значительное влияние на воспитание и обучение сыновей. Один из участников переписки с Идой, аббат Бека и, в дальнейшем, архиепископ Кентерберийский Ансельм, знал её сыновей и даже мог принимать участие в их образовании и воспитании.

## Участие в Крестовом походе
Балдуин Булонский вместе со своим братом Готфридом принимал участие в Первом Крестовом походе. Однако главным его желанием, как следует из его действий, было отнюдь не освобождение Гроба Господня, а захват земель на Востоке и получение собственного феода.
Отделившись от основной армии крестоносцев у Киликийских Ворот, отряды Балдуина направились к городу Тарс, надеясь взять его штурмом, однако нашли город уже занятым войсками другого крестоносца — Танкреда Тарентского. В итоге Тарс был сдан ему армянами. После первых успехов в Киликии Балдуин ушёл к Евфрату, «получив приглашение из Армении, где он овладел Тель-Баширом и Равенданом и подчинил своей власти всю ту страну».
Балдуин объявил себя сеньором Тарса, поставил там своего наместника и некоторое время спустя двинулся на юг. Когда отряды Балдуина проходили мимо крепости Мамистра, которую ранее заняли воины Танкреда, они подверглись обстрелу — Танкред мстил за потерю Тарса. Протесты рядовых участников похода вынудили Балдуина и Танкреда прекратить сражение, однако они навсегда остались врагами.
Воссоединившись с основной армией в Мараше, Балдуин недолго задержался там и спустя двое суток выступил с армией на покорение города Эдессы.
Таким образом, Балдуин, ставший позднее королём Иерусалима, не принял никакого участия в освобождении священного города.

## Покорение Эдессы
Имея при себе 200 рыцарей и примерно столько же пеших воинов, Балдуин выступил на Эдессу. Христианское население окрестных земель сначала восторженно приветствовало его, поднимая мятежи и изгоняя небольшие мусульманские гарнизоны из крепостей.
Узнав о приближении крестоносцев, правитель Эдессы, армянский князь Торос призвал Балдуина на помощь против мусульман, угрожавших захватом города. Тот охотно откликнулся на призыв и с небольшим (80 всадников) отрядом прибыл в Эдессу, где его приняли с воодушевлением.
Торос предложил Балдуину стать наёмником на его службе, однако европейский барон потребовал в обмен на защиту Эдессы признание себя законным наследником Тороса и половину всех доходов с города. Торос был вынужден уступить и усыновил Балдуина. Искусно интригуя, Балдуин сумел настроить против нового приёмного отца городское население, в результате чего значительная часть горожан стала требовать, чтобы крестоносец принял единоличное правление.
Потерпев от мусульман поражение, Балдуин отступил обратно в город, где вместе с армянским военачальником Константином составил заговор с целью захвата власти в Эдессе. Заручившись поддержкой городской черни, заговорщики свергли Тороса.
Торос, запершись в цитадели, пообещал её сдать, если ему гарантируют свободный уход в Мелитену, где правил его родич Гавриил. Балдуин, поклявшись на святых реликвиях, обещал сохранить жизнь князю. Торос поверил его обещаниям и открыл врата цитадели, после чего был схвачен и казнён. Балдуин сделался полноправным правителем Эдессы.

## Правление в Эдессе
Приняв титул графа Эдесского, Балдуин начал расширять границы своих владений, но вскоре оказался осаждён мусульманами и почти весь май 1098 года был заперт в окружённом городе. Лишь после снятия осады, набрав в свою армию крестоносцев, решивших свернуть с пути к Иерусалиму, он смог продолжить экспансию. В то же время он начал проводить жестокие репрессии против местной армянской знати, укрепляя свою власть террористическими методами.
В 1099 году графство Эдесское достигло наибольших размеров, включив в себя земли по обоим берегам Евфрата. Это делало владения Балдуина стратегически важными и существенно усиливало его власть на Востоке.

## Правление в Иерусалиме
После смерти своего брата, Готфрида, в 1100 году, Балдуин наследовал ему, несмотря на сопротивление патриарха Иерусалима Даимберта Пизанского и других крестоносцев, и короновался в базилике Рождества в Вифлееме. Проводя все время в непрестанных войнах, Балдуин завоевал береговую полосу со значительными городами, обеспечив таким образом своим владениям сообщение с западными странами (ср. ст. Г. Зибеля в «Zeitschrift für Geschichte» Шмидта, т. 3-й: «Ueber das Königreich Jerusalem 1100—31»).
Умер Балдуин в апреле 1118 во время похода в Египет.

## Браки
Первой женой Балдуина I была Годехильда Тоснийская, дочь Рауля II Тоснийского и Изабеллы из рода Монфор-л'Амори, владевшего землями в Нормандии и в Англии. Годехильда с детьми сопровождала Балдуина I в I Крестовом походе, в котором она и скончалась в середине октября 1097 года.
Второй брак Балдуина I с армянской принцессой Ардой был неудачным: король, разгневанный вольным образом жизни супруги, настоял на её удалении в один из иерусалимских монастырей, а затем позволил ей уехать в Константинополь. Арда была дочерью князя Тороса, правителя Эдессы, и племянницей Костандина I. В качестве приданого, по настоянию Констандина, за неё было обещано огромное состояние, первая часть которого была доставлена сразу же после заключения брака. Вторую часть приданого, несмотря на договорённость, князь Торос вынужден был заплатить задолго до условленного срока, чтобы спасти зятя, Балдуина I, от разорения и бесчестья, так как кредиторы требовали, чтобы Балдуин сбрил бороду, что в то время считалось большим позором. 
Формально брак c Ардой расторгнут не был, когда Балдуин женился на Аделаиде Савонской. Таким образом, Балдуин, не разведясь с Ардой и повторно женившись, оказался двоежёнцем. Патриарх Иерусалимский Арнульф, венчавший этот брак, был лишён поста за симонию, но затем вновь возвращён на кафедру папой с условием добиться аннулирования противозаконного королевского союза. Весной 1117 года Балдуин I тяжело заболел и под давлением Арнульфа согласился удалить Аделаиду. Опозоренная и ограбленная (приданого ей не вернули) Аделаида вернулась на Сицилию и умерла.

## Упоминания на Руси
- О встрече с королём Балдуином повествует игумен Даниил в «Хождении из Русской земли».
- В Воскресенском соборе Новоиерусалимского монастыря, повторяющем Храм Гроба Господня в Иерусалиме, место погребения Балдуина I отмечено белокаменной доской возле входа в церковь Усекновения главы Иоанна Предтечи под Голгофой, а сам он назван вторым Иудой Маккавеем.

### Комментарии
1. ↑  Балдуин был первым королём Иерусалима[1], его брат и предшественник Готфрид Бульонский носил титул «Защитник Гроба Господня[фр.]»[2].

### На русском языке
- Эрс Жак. История крестовых походов = Histoire des Croisades : [пер. с фр.] / Некрасова М. Ю. ; отв. ред. Карачинский А. Ю. — СПб. : Евразия ; М. : ИД «Клио», 2015. — 320 с. — (Clio). — 1000 экз. — ББК 63.3(4). — УДК 94(569.4).034(G). — ISBN 978-5-9185-2112-0. — ISBN 978-5-9065-1831-6.
- Эсбридж Томас[англ.]. Крестовые походы : Войны Средневековья за Святую землю = The Crusades : The War for the Holy Land : [пер. с англ.] / Л. А. Игоревского. — М. : ЗАО «Центрполиграф», 2013. — 733 с., 5 с. ил. — (Memorialis). — 2500 экз. — ББК 63.3(0)4. — УДК 94(4)"375/1492"(G). — ISBN 978-5-227-04474-7.
- Франкопан Питер. Первый крестовый поход : Зов с Востока = The First Crusade : the call from the East : [пер. с англ.] / М. Витебского ; Научный ред. Роман Шляхтин. — М. : Альпина Нон-фикшн, 2018. — 352 с. — 3000 экз. — ББК 63.3(0)4. — УДК 94(495).03+94(569.4).034(G). — ISBN 978-5-91671-774-7.

### На других языках
- Edgington, Susan. Baldwin I of Jerusalem, 1100-1118 (англ.). — Illustrated ed. — Milton Park, Abingdon & New York: Routledge, Taylor & Francis Group, 2019. — XVI, 204 p. — (Rulers of the Latin East). — ISBN 13-171-7640-5. — ISBN 978-1-317-17640-4. — doi:10.4324/9781315568645.
- Murray, Alan V. (1988). Kennedy, Hugh N. (ed.). Monarchy and nobility in the Latin Kingdom of Jerusalem, 1099-1131 : establishment and origins (PhD thesis). St Andrews: University of St Andrews. hdl:10023/2641.
- Murray, Alan V. The crusader kingdom of Jerusalem : a dynastic history 1099—1125 (англ.). — Oxford: Prosopographica et Genealogica, 2000. — VIII, 280 p. — (Occasional publications of the Oxford Unit for Prosopographical Research, vol. 4). — ISBN 1-900-93403-5. — ISBN 978-1-900-93403-9.
- Réju, Daniel. Enigme de la croix de Lorraine (фр.). — Monaco: Éditions du Rocher[англ.], 1982. — 488 p. — (Documents Rocher). — ISBN 22-680-0176-8. — ISBN 978-2-268-00176-0.